# Phil Liggett

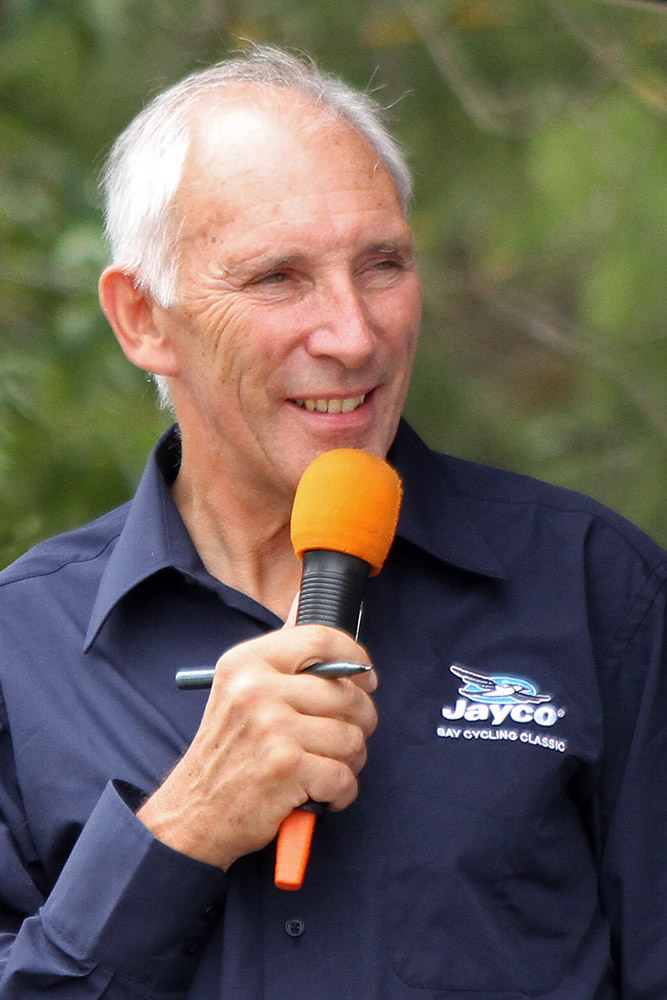
Phil Ligget als Sprecher beim 2010 Jayco Bay Cycling Classic im australischen Geelong

Philip Alexander „Phil“ Liggett, MBE (* 11. August 1943 in Bebington) ist ein englischer Sportjournalist und -kommentator sowie ehemaliger Radrennfahrer.

## Journalistische Laufbahn
Phil Liggett war Amateur-Radsportler und hatte schon einen Profivertrag in der Tasche, als er sich für den Beruf des Journalisten entschied. Er begann seine Laufbahn bei der Radsportzeitschrift Cycling und schrieb als freier Mitarbeiter für The Guardian,The Daily Telegraph und The Observer. 1997 wurde er internationaler Redakteur von Cycle Sport. Zudem verfasst er Bücher.
Liggett ist auch als Fernsehkommentator tätig. Bis 2012 berichtete er von 13 Olympischen Spielen und – gemeinsam mit Paul Sherwen – 40 Austragungen der Tour de France. Er kommentiert auch weitere Sportarten wie Triathlon und Skispringen. Er arbeitet in Großbritannien für ITV, für US-amerikanische Sender wie ABC, CBS und NBC sowie australische Rundfunkanstalten. 2014 kommentierte er gemeinsam mit der niederländischen Journalistin José Been den Live Stream des Weltradsportverbandes Union Cycliste Internationale (UCI) von den UCI-Straßen-Weltmeisterschaften 2014 im spanischen Ponferrada.
Phil Liggett ist bekannt für seine farbige Ausdrucksweise mit literarischen Anspielungen. 2005 wurde eine Sammlung seiner Liggettisms in einem Buch veröffentlicht.

## Engagement im Radsport
Von 1972 bis 1993 war Liggett Sportlicher Leiter des Milk Race. Durch sein Engagements bei der Organisation von Radrennen wurde er Vize-Präsident der Association Internationale Organisateurs des Courses Cycliste. 1973 wurde er im Alter von 30 Jahren der bis dahin jüngste UCI-Kommissär. Er war auch Präsident des Cyclists' Touring Club (CTC).

## Liggett und Armstrong
Liggett war jahrelang ein Unterstützer von Lance Armstrong und engagierte sich für dessen Stiftung Livestrong. Im Oktober 2012 sagte er jedoch, er fände es unwahrscheinlich, dass Armstrong nie gedopt haben solle. Er äußerte sich enttäuscht darüber, von Armstrong belogen worden zu sein, als er ihn 2003 über Doping befragt habe. Für den australischen Film The World According to Lance wurde er interviewt.

## Verschiedenes
Phil Liggett lebt in Hertfordshire, hat aber auch ein Haus sowie eine Farm in Südafrika. 2005 wurde er zum MBE ernannt und 2009 in die British Cycling Hall of Fame aufgenommen.

## Werke
- Hrsg.: The complete book of performance cycling. London CollinsWillow. 1994.
- Mit Anthony Bell: The fastest man on 2 wheels. In pursuit of Chris Boardman.  London. Boxtree in association with Cycling Weekly, 1994.
- Vorwort in: Mr Tom. The true story of Tom Simpson Norwich. Mousehold Press in association with Sport & Publicity, London, 2000.
- Mit James Raia und Sammarye: Tour de France for dummies. Hoboken, N.J.; [Great Britain] Wiley, 2005.
- 1988 Tour de France. London. Harrap, published in association with Channel Four Television Company, 1988.